# Municipio Tinguipaya
Das Municipio Tinguipaya (Quechua: T’inkipaya) ist ein Verwaltungsbezirk im Departamento Potosí im Hochland des südamerikanischen Anden-Staates Bolivien.

## Lage im Nahraum
Das Municipio Tinguipaya ist eins von vier Municipios in der Provinz Tomás Frías. Es grenzt im Norden an die Provinz Chayanta, im Osten an die Provinz Cornelio Saavedra, im Südosten an das Municipio Potosí, im Süden an das Municipio Yocalla, im Südwesten an das Municipio Urmiri und im Westen an das Departamento Oruro.
Der zentrale Ort des Municipios ist Tinguipaya mit 628 Einwohnern im zentralen östlichen Teil des Municipios, die größte Ortschaft ist Anthura mit 1164 Einwohnern. (2012)

## Geographie
Das Municipio Tinguipaya liegt am Ostrand des bolivianischen Altiplano vor der Anden-Gebirgskette der Cordillera Central.
Die mittlere Jahrestemperatur der Region liegt bei etwa 11 °C (siehe Klimadiagramm Potosí), der Jahresniederschlag beträgt etwa 350 mm. Die Region weist ein ausgeprägtes Tageszeitenklima auf, die Monatsdurchschnittstemperaturen schwanken nur unwesentlich zwischen 8 °C im Juni/Juli und 13 °C von November bis März. Die Monatsniederschläge liegen zwischen unter 10 mm in den Monaten Mai bis September und knapp 80 mm im Januar und Februar.

## Bevölkerung
Die Einwohnerzahl ist zwischen 1992 und 2024 auf das Doppelte angestiegen:
| Jahr | Einwohner | Quelle       |
| ---- | --------- | ------------ |
| 1992 | 14.569    | Volkszählung |
| 2001 | 21.794    | Volkszählung |
| 2012 | 27.200    | Volkszählung |
| 2024 | 28.829    | Volkszählung |

Die Lebenserwartung der Neugeborenen liegt bei 53 Jahren, der Alphabetisierungsgrad bei den über 15-Jährigen bei nur 47 Prozent, und der Anteil der städtischen Bevölkerung im Municipio beträgt 0 Prozent.(2001)
Die Region weist einen deutlichen Anteil an Quechua-Bevölkerung auf, im Municipio Tinguipaya sprechen 99,3 Prozent der Bevölkerung Quechua.

## Politik
Ergebnis der Regionalwahlen (concejales del municipio) vom 4. April 2010:
| Wahl- berechtigte |  | Wahl- beteiligung | gültige Stimmen |  | MAS-IPSP | A.O.T. |
| ----------------- |  | ----------------- | --------------- |  | -------- | ------ |
| 9.277             |  | 7.958             | 6.465           |  | 3.912    | 2.553  |
|                   |  | 85,8 %            | 81,2 %          |  | 60,5 %   | 39,5 % |

Ergebnis der Regionalwahlen (elecciones de autoridades políticas) vom 7. März 2021:
| Wahl- berechtigte |  | Wahl- beteiligung | gültige Stimmen |  | AS      | MAS-IPSP | PAN-BOL | C-A    |
| ----------------- |  | ----------------- | --------------- |  | ------- | -------- | ------- | ------ |
| 9.769             |  | 7.903             | 5.935           |  | 2.743   | 2.707    | 238     | 139    |
|                   |  | 85,89 %           | 65,75 %         |  | 44,97 % | 44,38 %  | 3,90 %  | 2,28 % |

## Gliederung
Das Municipio unterteilt sich in die folgenden beiden Kantone (cantones):
- 05-0102-01 Kanton Tinguipaya im östlichen Teil des Municipios – 173 Ortschaften – 21.432 Einwohner (2012)
- 05-0102-02 Kanton Anthura im westlichen Teil des Municipios – 75 Ortschaften – 5.768 Einwohner

## Ortschaften im Municipio Tinguipaya
- Kanton Tinguipaya
  - Jachacawa 646 Einw. – Tinguipaya 628 Einw.

- Kanton Anthura
  - Anthura 1164 Einw. – Challa Mayu 152 Einw.